# Liste des résolutions du Conseil de sécurité des Nations unies adoptées en 1984
Les résolutions du Conseil de sécurité des Nations unies sont les décisions qui sont votées par le Conseil de sécurité des Nations unies.
Une telle résolution est acceptée si au moins neuf des quinze membres (depuis le 17 décembre 1963, 11 membres avant cette date) votent en sa faveur et si aucun des membres permanents qui sont la Chine, les États-Unis, la France, le Royaume-Uni et l'Union soviétique (la Russie depuis 1991) n'émet de vote contre (qui est désigné couramment comme un veto).

## Résolutions 546 à 559
- Résolution 546 : Angola-Afrique du Sud (adoptée le 6 janvier 1984).
- Résolution 547 : Afrique du Sud (adoptée le 13 janvier 1984).
- Résolution 548 : nouveau membre : Brunéi Darussalam (adoptée le 24 février 1984).
- Résolution 549 : Israël-Liban (adoptée le 19 avril 1984).
- Résolution 550 : Chypre (adoptée le 11 mai 1984).
- Résolution 551 : Israël-République arabe syrienne (adoptée le 30 mai 1984).
- Résolution 552 : République islamique d'Iran (adoptée le 1er juin 1984).
- Résolution 553 : Chypre (adoptée le 15 juin 1984).
- Résolution 554 : Afrique du Sud (adoptée le 17 août 1984).
- Résolution 555 : Israël-Liban (adoptée le 12 octobre 1984).
- Résolution 556 : Afrique du Sud (adoptée le 23 octobre 1984).
- Résolution 557 : Israël-République arabe syrienne (adoptée le 28 novembre 1984).
- Résolution 558 : Afrique du Sud (adoptée le 13 décembre 1984).
- Résolution 559 : Chypre (adoptée le 14 décembre 1984).